# Hannah et Florence Barlow
Pour les articles homonymes, voir Barlow.
Les sœurs Hannah Bolton Barlow (2 novembre 1851 à Church End House, Little Hadham, Bishop's Stortford, Hertfordshire, Angleterre – 15 novembre 1916) et Florence Elizabeth Barlow (né Bishop's Stortford) sont des artistes qui peignent des poteries pour Doulton à leur usine de Lambeth, à Londres, en Angleterre

## Biographies
Leurs parents sont le directeur de banque Benjamin Barlow (1813-1866) et son épouse Hannah (1816-1882). Ils ont eu sept enfants, dont deux qui travaillent également pour Doulton, Arthur (1845-1879) qui est mort jeune et Lucy, qui a joué un rôle moins important en tant que décorateur de bordures en relief.

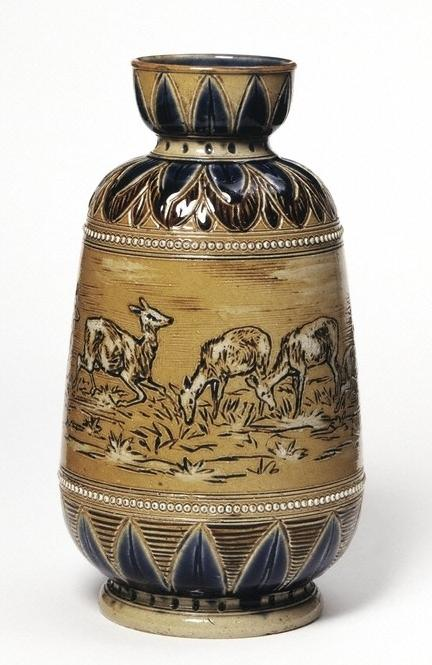
Vase décoré par Hannah Barlow, maintenant dans le V&A Museum

Hannah, après des études à l'École d'art Lambeth, travaille pour Doulton à partir de 1871, devenant la première artiste féminine à y travailler. Florence la suit, de 1873-1909. D'un commun accord, Florence se spécialise dans la peinture de fleurs et d'oiseaux, et Hannah dans les chevaux et d'autres animaux. Elles travaillent parfois ensemble sur des pièces individuelles,
Hannah est morte le 15 novembre 1916 au 46 Binfield Road, Clapham, Londres. Elle est inhumée au cimetière Norwood, le 20 novembre. Ses carnets de croquis sont dans la Galerie Sir Henry Doulton à Stoke-on-Trent.